# VfL Jüchen-Garzweiler
Der VfL Jüchen-Garzweiler (offiziell: VfL Viktoria Jüchen-Garzweiler 1908/1909 e. V.) ist ein Sportverein aus Jüchen im Rhein-Kreis Neuss. Die erste Fußballmannschaft der Männer stieg 2025 in die Oberliga Niederrhein auf.

## Geschichte
Der Verein entstand am 1. Juli 1994 durch die Fusion des VfL Eintracht Garzweiler mit dem FC Viktoria Jüchen. Neben Fußball bietet der Verein noch Leichtathletik an. Der VfL Eintracht Garzweiler wurde im Frühjahr 1908 gegründet, der FC Viktoria Jüchen folgte ein Jahr später. Mit Willibert Kremer brachte der VfL Eintracht einen späteren Bundesligaspieler und -trainer hervor. Beide Vereine spielten nur auf Kreisebene.  Nach der Fusion gelang im Jahre 2006 der Aufstieg in die Bezirksliga. Neun Jahre später folgte dann der Aufstieg in die Landesliga Niederrhein. Diese konnte vier Jahre lang gehalten werden, bevor es im Jahre 2019 wieder runter in die Bezirksliga ging. Nach einer Vizemeisterschaft hinter dem FC Büderich in der Saison 2021/22 gelang ein Jahr später der zweite Aufstieg in die Landesliga. 2025 stiegen die Jüchener dann in die Oberliga Niederrhein auf.

## Erfolge
- Aufstieg in die Oberliga Niederrheinliga: 2025
- Aufstieg in die Landesliga Niederrhein: 2015, 2023

## Stadion
Heimspielstätte des VfL Jüchen-Garzweiler ist die Bezirkssportanlage Stadionstraße, die Platz für 3000 Zuschauer bietet. Es wird auf Naturrasen gespielt. Die Anlage wurde im Jahre 1967 fertig gestellt und verfügte zunächst über einen Aschenplatz. Im Jahre 1981 wurde dieser durch einen Naturrasen ersetzt und mit einem Freundschaftsspiel gegen Bayer 04 Leverkusen am 15. Juli 1981 eingeweiht.

## Persönlichkeiten
- Tim Heubach